# Stewart Copeland
Stewart Armstrong Copeland (Alexandria, Virginia, 16 juli 1952) is een Amerikaanse drummer die bekendheid verwierf als grondlegger en drummer van The Police.

## Levensloop
Copeland werd geboren als zoon van Miles Copeland jr., muzikant in het Glenn Miller-orkest en CIA-agent. Zijn vader heeft, volgens zijn eigen biografie uit 1989 en volgens de archieven door de CIA publiek gemaakt in 2008, mee de OSS en de CIA opgericht. Stewart bracht zijn jeugd door in Caïro en Beiroet. Zijn broer Miles Copeland III was oprichter van platenmaatschappij I.R.S. Records en is onder meer bekend als manager van The Police.
In 1966 verhuisde het gezin naar Groot-Brittannië, waar Copeland zijn middelbare school afmaakte. Hij studeerde vervolgens muziek, politieke wetenschappen en communicatiewetenschappen aan de Berkeley-universiteit te Californië, studies die hij echter nooit voltooide. In 1972-73 - tijdens zijn studietijd - bracht de 20-jarige Copeland onder de naam Frolk Haven zijn eerste experimentele psychedelische rock elpee At the Apex of High uit. Daarnaast werkte hij als roadie voor bands als Wishbone Ash, was hij chauffeur van Renaissance en hielp hij Cat Iron op artistiek vlak. Hij werd in 1973 roadmanager van Joan Armatrading om vervolgens terug te keren naar Groot-Brittannië.

### Werk
Stewart Copeland werd in november 1974 tourmanager van Curved Air en was in 1975 en 1976 de drummer van de band. Met deze band maakte hij de albums Midnight wire (1975) en Airborne (1976). Copeland tourde in 1975-1976 met Curved Air. Nederland werd meerdere malen bezocht met onder meer liveoptredens in Paradiso op 26 juli 1975 en 3 september 1976. Hij had van 1974 tot 1991 een relatie met de zangeres Sonja Kristina. Copeland en Kristina trouwden in 1982 en scheidden in 1991. In 1993 trouwde Copeland met Fiona Dent. Hij is vader van vier zoons en drie dochters.
Copeland behaalde zijn grootste successen met The Police, de band waarvan hij deel uitmaakte van 1977 tot 1986, samen met Sting, Henry Padovani en Andy Summers. Representatieve nummers voor de ontwikkeling van het drumspel van Copeland in The Police zijn: So Lonely (met reggae-rock-versnelling), Walking on the Moon (met de echo-rim-shots), Don't Stand So Close to Me (met een uitgekristalliseerd drumgeluid en zijn typische voorslagbreaks vlak voor de eerste tel), One World (sessienummer met vindingrijke breaks en snelle hi-hat-handjes) en Wrapped Around Your Finger (de 'ballad' met de splashes en weer de typerende tempoverdubbeling van Synchronicity).
Onder het pseudoniem Klark Kent nam Copeland in 1978 de single Don't Care en het album Klark Kent (1980) op. Klark Kent verscheen in 1978 met Don't Care gemaskerd in het programma Top of the Pops. Pas later onthulde The Sun dat hij de man achter Klark Kent was.
Hij componeerde voor rond de zestig speelfilms de muziek, onder andere voor Rumble Fish (1983) van Francis Ford Coppola, Wall Street (1987) van Oliver Stone, Riff-Raff (1991) en Raining Stones (1993) van Ken Loach. Copeland maakte de muziek voor - en speelde in - de documentaire The Rythmatist (1985), opgenomen in Afrika. 
Hij werkte samen met muzikanten als Jesca Hoop, Peter Gabriel, Tom Waits, Adam Ant, Stanley Clarke, Deborah Holland, Les Claypool, Trey Anastasio, Ray Manzarek, Robbie Krieger, Adrian Belew, Mark King en Vittorio Cosma.
Nadat The Police in 1986 was gestopt, speelde Copeland van 1987 tot 1991 in de band Animal Logic met Stanley Clarke en Deborah Holland. Er verschenen twee albums. Van 2000 tot 2002 maakte hij met Les Claypool en Trey Anastasio deel uit van de band Oysterhead. In 2001 kwam het album The Grand Pecking Order uit. In 2006 volgde een hereniging van Oysterhead. In 2002-2003 speelden Copeland en Ian Astbury samen met Ray Manzarek en Robbie Krieger in een nieuwe formatie van The Doors. 
In 2006 ging op het Sundance Film Festival de documentaire Everyone Stares: The Police Inside Out in première. Copeland maakte met behulp van een selectie van opnames met zijn Super 8-filmcamera, zijn visie op The Police, in de jaren 1976-1984, bekend.
Door de hereniging van The Police in 2007 en 2008 was Copeland weer actief in zijn oude band.
In 2017 formeerde Copeland de band Gizmodrome met Adrian Belew, Mark King en Vittorio Cosma. Gizmodrome nam in een studio in Milaan een album onder dezelfde naam op. De Gizmodrome 2018 Tour begon op 2 maart in Florence.
Hij werkte samen met filmregisseur Hugo van Lawick in de soundtrack voor de film The Leopard Son (1996). Verder was Stewart actief in de game-industrie en componeerde hij de soundtracks voor de Spyro-reeks op de PlayStation.
In 1999 leende Copeland zijn stem voor de tekenfilm South Park. Hij maakte voor een dertigtal tv-series/-programma's de muziek, onder andere voor The Equalizer (1985-1987) en de Amerikaanse comedyserie Dead Like Me (2003-2004). Ook componeerde Copeland de muziek voor diverse theatervoorstellingen; balletten, symfonieën, orkesten en opera's.
In de muziekdocumentaire Dare to Drum (2015) werkte Copeland samen met Jaap van Zweden en het Dallas Symphony Orchestra.
In 2016 werd Copeland tiende in de door het Amerikaanse muziektijdschrift Rolling Stone gepubliceerde lijst "100 Greatest Drummers of All Time".
Copeland trad met zijn band Animal Logic, 5 juni 1989 in Paradiso op. Met The Police kwam hij op 13 en 14 september 2007 naar de Amsterdam Arena. Ook was hij te zien op het Tromp Percussion Eindhoven in het Muziekgebouw Frits Philips Eindhoven, 13 november 2010.
Op de in 2019 door het tijdschrift Rolling Stone gepubliceerde ranglijst van 100 beste drummers in de geschiedenis van de popmuziek kreeg Stewart Copeland de 10e plaats toegekend.